# Ácido borotúngstico
Ácido borotúngstico, também conhecido como ácido dodecatungstobórico, ácido tungstobórico ou  a sigla em inglês BWA (para os símbolos químicos dos elementos boron (B), tungsten (W) e o A para Acid) é um composto com a fórmula química H
5[BW
12O
40]
 ou H
5[BO
4(WO
3)
12]
. Este composto é um heteropoliácido formado pelos elementos tungstênio e boro (além do hidrogênio e do oxigênio), os quais formam uma estrutura complexa estável do tipo α-Keggin. É um composto químico sólido cristalino e incolor, bastante solúvel em água e solventes orgânicos polares tal como o etanol e o éter. Essa substância é muito empregada como um catalisador em química industrial.

## Estrutura

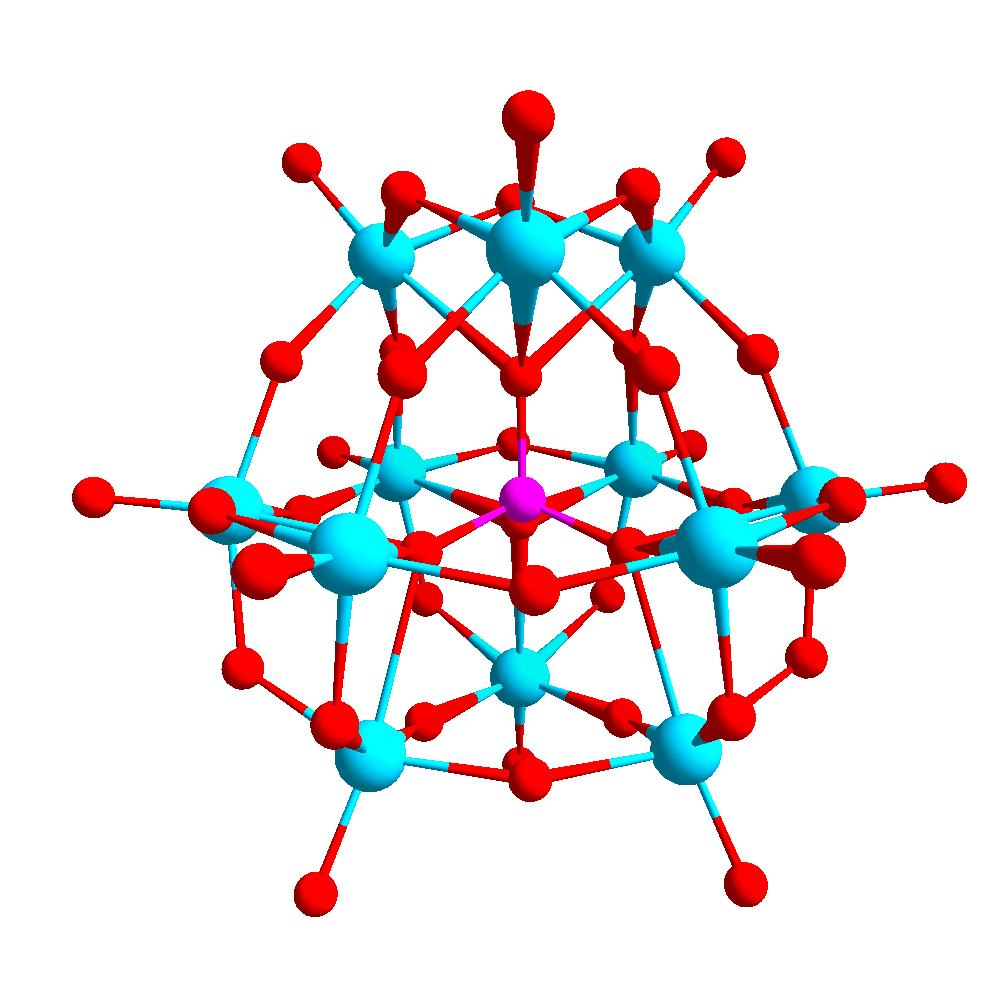
Estrutura do ácido borotúngstico, mostrando sua estrutura de Keggin (os cinco hidrogênios foram omitidos para maior clareza; eles podem estar ligados a quaisquer oxigênios terminais). A esfera magenta representa o boro, as esferas ciano representam o tungstênio e as vermelhas o oxigênio.

A estrutura do ácido complexo tem simetria tetraédrica completa e é composta de um heteroátomo (no caso o boro) cercado por quatro átomos de oxigênio para formar um tetraedro. Esses quatro oxigênios que coordenam o boro central também estão ligados, cada um, a três átomos de tungstênio. Os tungstênios na estrutura possuem todos coordenação octaédrica e estão cercados, cada um, por seis oxigênios. Seu estado de oxidação é +6. O heteroátomo possui coordenação tetraédrica está localizado centralmente e cercado por 12 unidades octaédricas WO
6
 ligadas entre si por átomos de oxigênio compartilhados. Há um total de 24 átomos de oxigênio em ponte que ligam os átomos de tungstênio, além de doze oxigênios terminais ligados a cada átomo de tungstênio (sete deles como grupos =O duplamente ligado, e cinco deles como –O–). Os centros metálicos nos 12 octaedros estão dispostos em uma esfera quase equidistante um do outro, em quatro unidades W
3O
13
, dando à estrutura completa uma simetria tetraédrica geral. Os octaedros são ligeiramente distorcidos. A carga negativa do ânion do ácido em questão está amplamente deslocalizada por toda a estrutura do íon.

## Síntese
O ácido borotúngstico pode ser formado a partir da reação de uma solução de bórax com trióxido de tungstênio hidratado, seguida da adição de ácido clorídrico.
Na
2B
4O
7
•10H
2O + 48WO
3 + 2HCl  →  4H
5[BW
12O
40] + 2NaCl + H
2O

O composto pode ser extraído em éter.

## Aplicações
Tal como outros heteropoliácidos de tungstênio tais como o fosfo- e o silicotúngstico, o ácido borotúngstico também é utilizado como um catalisador em diversos processos químicos industriais. Duas propriedades desses compostos se destacam para contribuir com suas propriedades catalíticas: sua forte acidez de Brønsted e sua química redox reversível. O ácido borotúngstico é um catalisador ácido homogêneo útil em reações de esterificação com usos na produção de biodiesel, também encontrando uso na produção de alguns eletrólitos sólidos poliméricos com poliacrilamida (BWA-PAM) para capacitores eletroquímicos.

## Química redox
O ácido borotúngstico (bem como os sais de seu ânion, o borotungstato) também exibe propriedades redox, sendo um agente oxidante suave capaz de sofrer redução de tipicamente até 4 elétrons, produzindo um composto de valência mista de tungstênio +6 e +5, o qual, diferente do borotungstato original, possui uma forte cor azul-escura. Esta cor se deve às transições de transferência de carga (saltos de elétrons) entre os tungstênios com números de oxidação +5 e +6. Essa mudança é acompanhada pela isomerização da estrutura α-Keggin para uma estrutura β-Keggin na forma reduzida azul.
[BW
12O
40]
5- (incolor) + 4e- {\displaystyle \rightleftharpoons } [BW
12O
40]
9-(azul-escuro)
Essa capacidade de sofrer reações de oxidação e redução reversíveis em várias etapas é um dos fatores que o torna útil como um catalisador versátil.